# Seznam českých režisérů a režisérek
Abecední seznam českých režisérů. Kritériem pro uvedení režiséra v seznamu je jeho významnost podle hledisek Wikipedie.

## A
- Jiří Adamec
- Rudolf Adler[1]
- Karel Anton

## B
- Jaroslav Balík
- Jiří Bělka
- Václav Bedřich
- Lucie Bělohradská[2]
- Václav Binovec
- Pavel Blumenfeld
- Hynek Bočan
- Jana Boková
- Jan Bonaventura
- Jan Bor
- Jan Borna
- Jiří Brdečka
- Emil František Burian
- Hana Burešová
- Vlasta Burian
- F. A. Brabec
- Jaroslav Brabec
- Richard František Branald
- Josef Medeotti-Boháč
- Jaromír Borek
- Vladimír Borský
- Ladislav Brom
- Zbyněk Brynych
- Vendelín Budil

## C
- Milan Cieslar
- Miroslav Cikán
- Radim Cvrček

## Č
- František Čáp
- Vladimír Čech
- Thea Červenková
- Radúz Činčera
- Alena Činčerová

## D
- Pavel Dostál
- Karel Dostal
- Vladimír Drha
- Čeněk Duba
- Jaroslav Dudek
- Jaromír Dvořáček
- Olga Dabrowská

## E
- Monika Elšíková
- Lída Engelová

## F
- Ivan Fila
- František Filip
- Jan Fischer
- Miloš Forman
- Jiří Frejka
- Martin Frič
- Otakar Fuka

## G
- Jurij Galin
- Václav Gajer
- Saša Gedeon
- Irena Gerová
- Jan Grossman

## H
- Hugo Haas
- Alois Hajda
- Jiří Hanibal
- Gabriel Hart
- Pavel Háša
- Zdeněk Hašler
- Ladislav Helge
- Juraj Herz
- Pavel Hobl
- Jan Alfréd Holman
- Jindřich Honzl
- Marie Horáková
- Bořivoj Hořínek
- Karel Hugo Hilar
- Tomáš Hinšt
- Jan Hřebejk
- Miroslav Hubáček
- Václav Hudeček
- Jaroslav Hurt
- Miloš Hynšt

## Ch
- Igor Chaun
- Věra Chytilová

## I
- Rudolf Innemann
- Svatopluk Innemann

## J
- Juraj Jakubisko
- Vlasta Janečková
- Vojtěch Jasný
- Jaromil Jireš
- Věra Jordánová

## K
- Antonín Kachlík
- Karel Kachyňa
- Jana Kališová
- Václav Kašlík
- Ondřej Kepka
- Dušan Klein
- Elmar Klos
- Vít Klusák
- Petr Koliha
- Jan Stanislav Kolár
- Antonín Kopřiva
- Libuše Koutná
- Oto Koval
- Petr Kracik
- Otomar Krejča
- Jiří Krejčík
- Přemysl Kočí
- Tomáš Krejčí
- Miroslav Josef Krňanský
- Ivo Krobot
- Miroslav Krobot
- Václav Krška
- Ivana Křenová
- Václav Křístek
- Karel Kříž
- Václav Kubásek
- Antonín Kurš
- Jaroslav Kvapil

## L
- Karel Lamač
- František Laurin
- Petr Lébl
- Oldřich Lipský
- Radovan Lipus
- Jan Lorman
- Miroslav Luther

## M
- Tomáš Magnusek
- Jaroslav Mach
- Josef Mach
- Miroslav Macháček
- Gustav Machatý
- Miloš Makovec
- Antonín Máša
- Václav Matějka
- Zuzana Meisnerová(-Wismerová)
- Jiří Menzel
- Vladimír Michálek
- Vladimír Morávek
- Antonín Moskalyk
- Stanislav Moša
- Milan Muchna

## N
- Miloš Nedbal
- Alice Nellis
- Jan Němec
- Jitka Němcová
- Petr Nikolaev
- Ivo Novák
- Jaroslav Novotný

## O
- Vít Olmer
- Ota Ornest
- Martin Otava

## P
- Jaroslav Papoušek
- Ivo Paukert
- Irena Pavlásková
- Josef Pehr
- Karel Pech
- Jan Pecha
- Josef Pinkava
- Luboš Pistorius
- Jan Antonín Pitínský
- Jiří Plachý
- Jaromír Pleskot
- Aleš Podhorský
- Zdeněk Podskalský
- Jiří Pokorný
- Karel Pokorný
- František Polák
- Jindřich Polák
- Marie Poledňáková
- Viktor Polesný
- Jan Port
- Zdeněk Potužil
- Jaroslav Průcha
- Antonín Procházka
- Josef Průdek
- Jindřich Puš

## R
- Alfréd Radok
- David Radok
- Ivan Rajmont
- Ludvík Ráža
- Karel Reisz
- Filip Renč
- Stanislav Remunda
- Josef Rovenský
- Milan Růžička
- Ladislav Rychman

## S
- Milan Schejbal
- Eva Sadková
- František Salzer
- František Sádek
- Robert Sedláček
- Jiří Sequens
- Peter Scherhaufer
- Jan Schmid
- Jan Schmidt
- Otakáro Schmidt
- Evald Schorm
- Petr Schulhoff
- Svatava Simonová
- Vladimír Sís
- Štěpán Skalský
- Bohdan Sláma
- Jiří Slavíček
- Ladislav Smoček
- Ladislav Smoljak
- Karel Smyczek
- Vladimír Slavínský
- Miroslav Sobota
- Ondřej Sokol
- Evžen Sokolovský
- Jakub Sommer
- Olga Sommerová
- Jaroslav Soukup
- Karel Spěváček
- Bohuš Stejskal
- Karel Steklý
- Oldřich Stibor
- Jiří Strach
- Martin Stropnický
- Petr Strnad
- Stanislav Strnad
- Jan Svěrák
- Zdeněk Svěrák
- Vladimír Svitáček
- Jan Sviták
- Jiří Svoboda

## Š
- Bernard Šafařík
- František Ferdinand Šamberk
- Jan Škoda
- Jan Špáta
- Olga Malířová Špátová
- Milan Šteindler
- Jan Švankmajer
- Věra Plívová-Šimková
- Jan Nepomuk Štěpánek
- František Štěpánek
- Zdeněk Štěpánek
- Marek Škarpa

## T
- Kristina Taberyová
- Michael Tarant
- Viktor Tauš
- Ivo Toman
- Jan Tománek
- Jiří Trnka
- Ondřej Trojan
- Zdeněk Troška
- Helena Třeštíková
- Petr Tuček
- Zdeněk Tyc
- Hermína Týrlová
- Daniel Titl
- Eva Toulová

## V
- Václav Vasserman
- Jaromír Vašta
- Karel Vachek
- Jan Valášek
- Vladislav Vančura
- Karel Vávra
- Otakar Vávra
- Jiří Vejdělek
- Jiří Věrčák
- Drahomíra Vihanová
- František Vláčil
- Vladimír Vlček
- Ivan Vojnár
- Milan Vošmik
- Jaroslava Vošmiková
- Otakar Votoček
- Tomáš Vorel
- Václav Vorlíček
- Bedřich Vrbský
- Václav Vydra

## W
- K. M. Walló
- Olga Walló
- Václav Wasserman
- Jiří Weiss
- Petr Weigl

## Z
- Ondřej Zajíc[3]
- Petr Zelenka
- Zdeněk Zelenka
- Bořivoj Zeman
- Karel Zeman